# 멀티트로닉

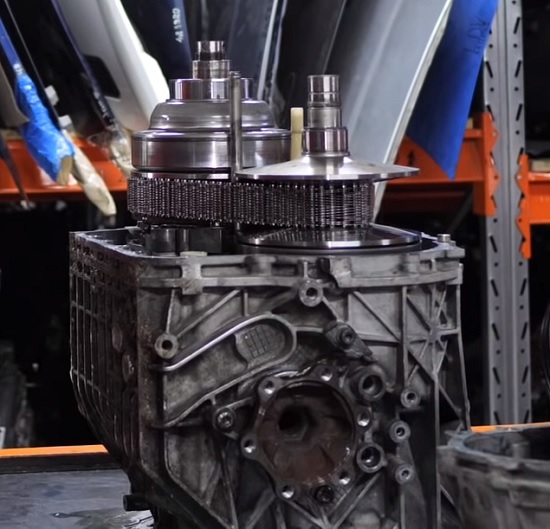
부분적으로 분해된 아우디 멀티트로닉

멀티트로닉(multitronic)은 1999년 말 아우디가 출시한 무단변속기로, LuK가 공동 개발 및 제조했다. 사용된 대문자는 멀티트로닉(아우디에서 소문자로 시작하는 'm'으로 시작)이며 아우디의 등록 상표이다.
DAF 트럭으로 대중화된 연속 가변 변속기(CVT)의 원리를 기반으로 하지만, 평행한 플랫 체인 세그먼트로 구성된 파격적인 유형의 스틸 체인을 사용한다는 점에서 다른 CVT와 다르다. 기존 CVT 푸시 벨트와 달리 멀티트로닉 체인은 장력을 사용하여 힘을 전달한다.
멀티트로닉은 원래 스타트렉의 오리지널 시리즈(시즌 2, 에피소드 24: 디 얼티밋 컴퓨터 참고)에서 만들어진 용어이다.
입력 샤프트와 출력 샤프트 사이의 비율이 주어진 범위 내에서 연속적으로 변경될 수 있는 무단 자동 변속기를 제공하여 사실상 무한한 비율을 제공한다. 멀티트로닉 시스템은 링크 플레이트 체인 드라이브, 오일 냉각식 멀티 플레이트 클러치(처음에는 6개 부품, 나중에는 대형 터보디젤 엔진의 높은 토크 출력에 더 잘 대처할 수 있도록 7개 부품) 및 복잡한 전자 장치를 사용하여 CVT의 전통적인 단점을 극복하고 CVT 변속기를 보다 강력한 엔진과 결합할 수 있다.